# Médico especialista en España
En España se denomina médico especialista a aquellos Licenciados en Medicina que, mediante un programa de formación posgrado conocido como Médico Interno Residente (MIR) con una duración de 4 o 5 años e impartido en hospitales y centros de salud acreditados, sirve adquirir un conjunto de conocimientos médicos especializados relativos a un área específica del cuerpo humano, a unas técnicas quirúrgicas o a un método diagnóstico determinado. O bien, como en el caso de la Medicina Preventiva y Salud Pública, a la capacitación para «la investigación, aplicación y fomento de políticas y actividades de promoción y protección de la salud (para reducir la probabilidad de la aparición de la enfermedad, o impedir o controlar su progresión, de vigilancia de la salud de la población, de identificación de sus necesidades sanitarias y de planificación, gestión y evaluación de los servicios de salud».

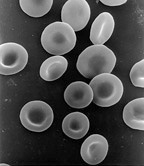
Glóbulos rojos objetivo propio de la Hematología.

## Especialidades médicas en España
En España existen un total de 49 especialidades médicas divididas en clínicas, quirúrgicas, médico-quirúrgicas y de laboratorio. Muchas de estas especialidades están reconocidas en otros países, pero algunas de ellas son propias de la medicina española.

### Especialidades clínicas en España

Corazón, órgano propio de la actividad de los cardiólogos.

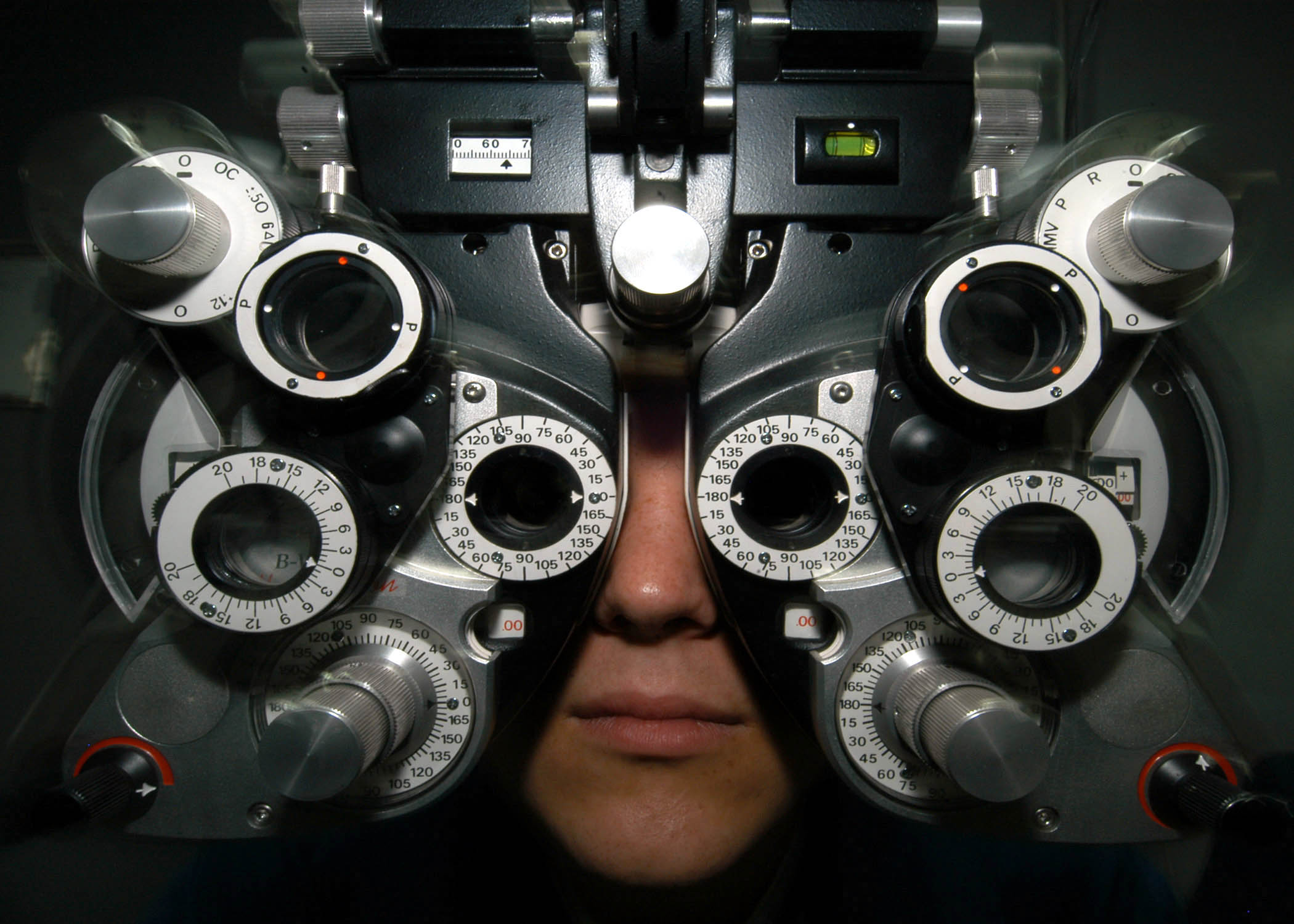
Foróptero en uso. Propio de la oftalmología.

Las especialidades clínicas médicas se corresponden con la figura tradicional de “médico”: asiste personalmente al paciente, realiza actividades de prevención, diagnóstico y tratamiento, generalmente sin utilizar técnicas quirúrgicas.
- Alergología
- Anestesiología y reanimación
- Aparato digestivo
- Cardiología
- Endocrinología y nutrición
- Geriatría
- Hematología y hemoterapia
- Medicina de la educación física y del deporte
- Medicina espacial
- Medicina intensiva
- Medicina interna
- Medicina legal y forense
- Medicina preventiva y salud pública
- Medicina del trabajo
- Nefrología
- Neumología
- Neurología
- Neurofisiología Clínica
- Oncología médica
- Oncología radioterápica
- Pediatría
- Psiquiatría
- Rehabilitación
- Reumatología
- Medicina familiar y comunitaria

### Especialidades quirúrgicas en España

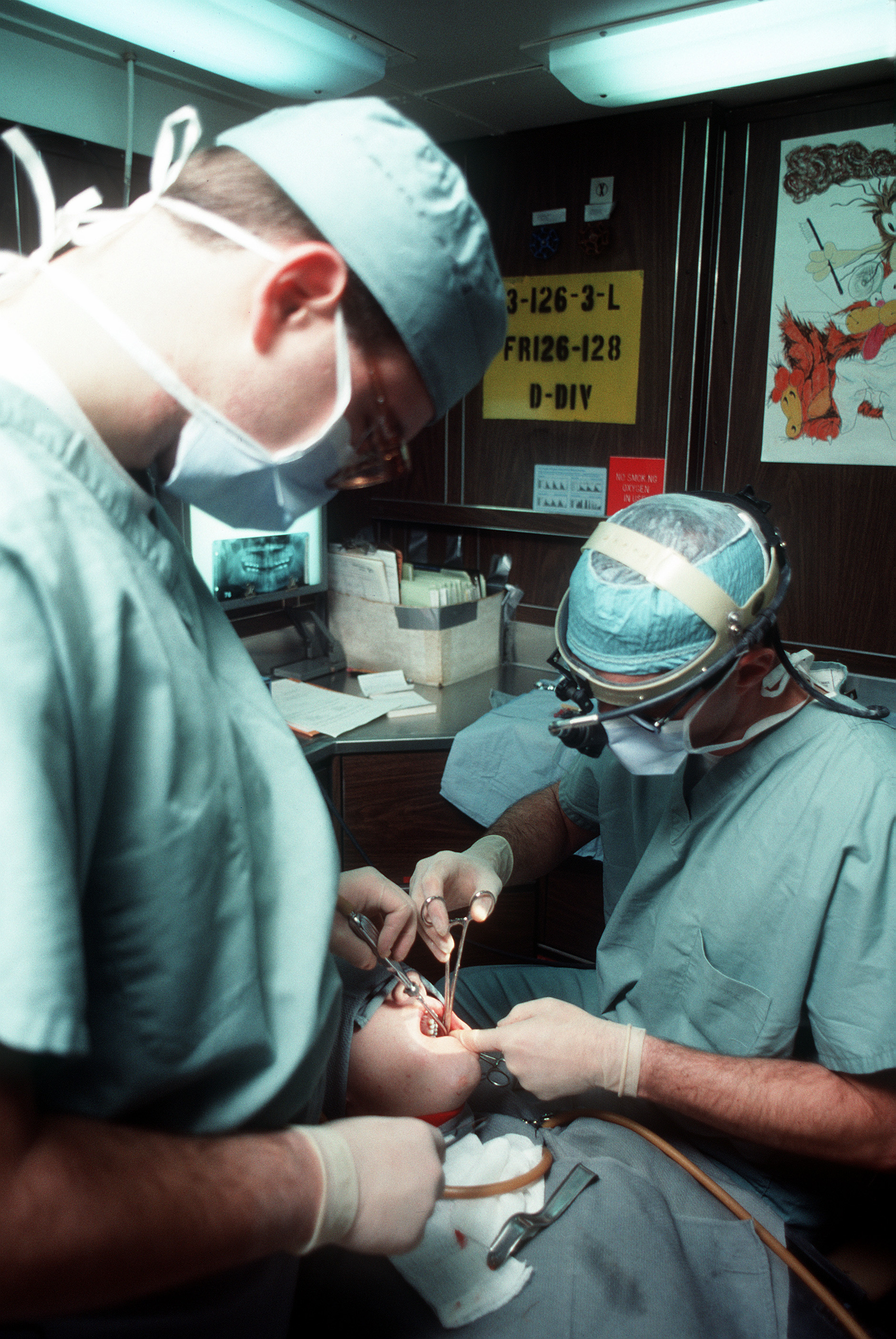
Equipo trabajando en cirugía oral y maxilofacial.

Las especialidades quirúrgicas que existen en España se corresponden con la figura de “cirujano”, suelen utilizar medios invasivos para tratar, modificar o extirpar físicamente las lesiones del cuerpo humano. Se dividen por sistemas.
- Cirugía cardiovascular
- Cirugía general y del aparato digestivo
- Cirugía oral y maxilofacial
- Cirugía ortopédica y traumatología
- Cirugía pediátrica
- Cirugía plástica, estética y reparadora
- Cirugía torácica
- Neurocirugía

### Especialidades médico-quirúrgicas en España
Son las que habitualmente usan tanto técnicas invasivas (quirúrgicas) como no invasivas (farmacológicas, etc.) para sus tratamientos.
- Angiología y cirugía vascular
- Dermatología médico-quirúrgica y venereología
- Estomatología
- Obstetricia y ginecología
- Oftalmología
- Otorrinolaringología
- Urología

### Especialidades de laboratorio en España

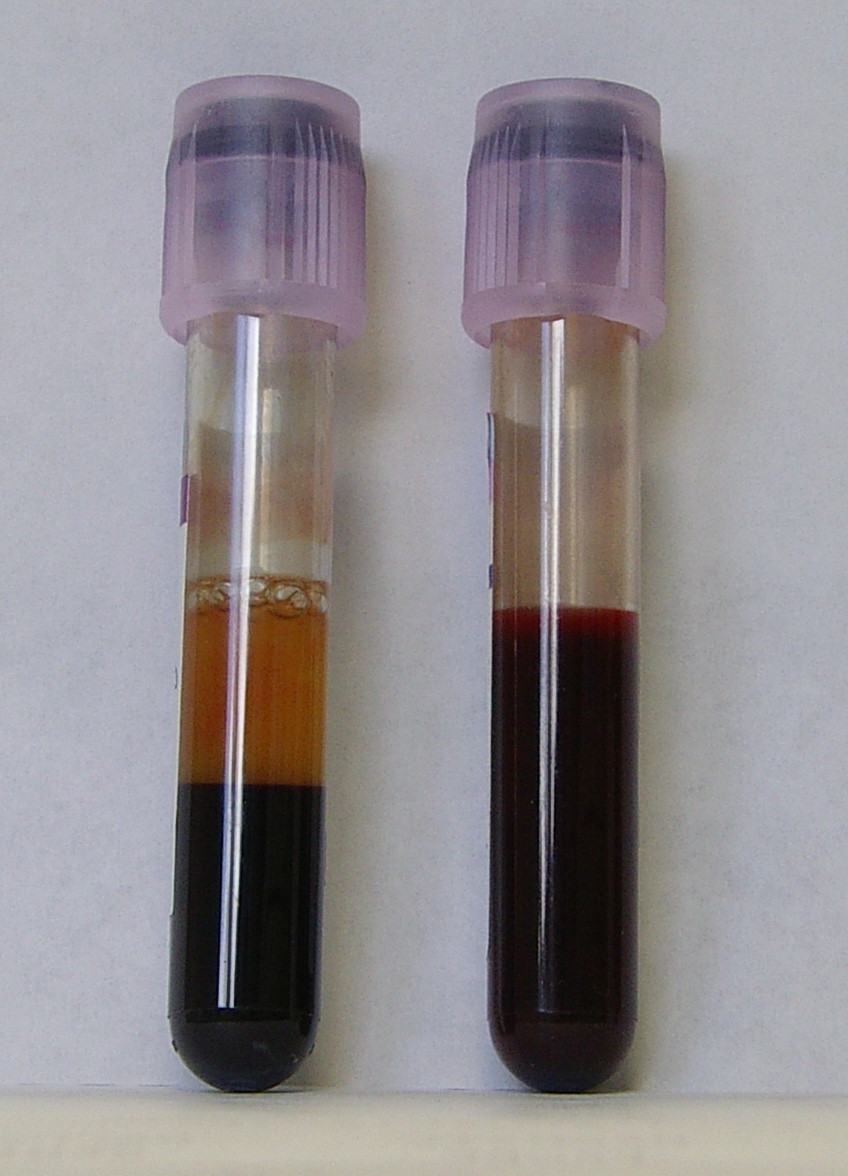
Muestras de sangre para análisis clínicos.

De apoyo a los demás médicos, realizan diagnósticos y sugieren tratamientos a los clínicos, por lo que en ellas la relación con el paciente es reducida.
- Análisis clínicos
- Anatomía patológica
- Bioquímica clínica
- Farmacología clínica
- Inmunología
- Medicina nuclear
- Microbiología y parasitología
- Neurofisiología clínica
- Radiodiagnóstico